# 34995 Dainihonshi
1977 DP2 (asteroide 34995) é um asteroide da cintura principal. Possui uma excentricidade de 0.22925480 e uma inclinação de 1.09120º.
Este asteroide foi descoberto no dia 18 de fevereiro de 1977 por Hiroki Kosai e Kiichiro Hurukawa em Kiso.